# Karl Bing
Karl Bing (* 1. Mai 1858 in Köln; † 4. November 1930 ebenda) war ein deutscher Architekt.

## Leben
Karl Bing war ein Sohn des Kaufmanns Adolf Bing und dessen Ehefrau Ida, geb. Aron. Adolf und Ida Bing waren Teilhaber der Bandhandlung Gebr. Bing. Sie hatten außer Karl Bing noch fünf weitere Kinder.
Karl Bing legte 1875 am Gymnasium Kreuzgasse das Abitur ab und wurde dann Baueleve beim Kölner Stadtbauamt unter Stadtbaumeister Julius Carl Raschdorff. Danach studierte er von 1876 bis 1881 an der Bauakademie Berlin Architektur, wo ab 1878 auch Raschdorff lehrte. Zeichnungen aus der Studienzeit Bings zeigen einen starken Einfluss Raschdorffs. Unter anderem zeigt ein Synagogenentwurf von 1879 deutliche Ähnlichkeit mit dem Berliner Dom, den Raschdorff entwarf und der 1905 eingeweiht wurde, und ein Entwurf für einen Hirschpark weist Parallelen mit Raschdorffs Planungen für die Reichsburg Cochem auf.
Bing legte im März 1881 das Bauführerexamen (erstes Staatsexamen) ab und arbeitete danach bei Regierungsbaumeister Hubert Stier in Hannover, danach unter Regierungsbaumeister Adalbert Natorp, ehe er im Herbst 1883 das zweite Staatsexamen ablegte und zum Regierungsbaumeister (Assessor) ernannt wurde. Im gleichen Jahr wurde in den Architekten-Verein zu Berlin aufgenommen. 1885 arbeitete Bing als Regierungsbaumeister in Hannover. Von 1886 bis 1888 war er mit dem Postneubau in Sondershausen beschäftigt und 1888 bis 1891 mit dem Postneubau in Ratibor.
Im Dezember 1892 wurde er in Berlin zum Postbauinspektor ernannt. In diesem Rang arbeitete er von 1895 bis 1899 in Dortmund. Danach wurde er Referent bei der Oberpostdirektion Köln, wo er im Jahr 1900 den Charakter als Baurat erhielt und 1901 zum Postbaurat ernannt wurde. 1914 wurde er schließlich zum Geheimen Baurat ernannt. Im selben Jahr sollte er nach Hamburg versetzt werden, wurde aber stattdessen in den Ruhestand verabschiedet und betätigte sich fortan als freier Architekt. 1917/1918 entwarf er den Jüdischen Friedhof an der Vogelsanger Straße in Bocklemünd. Ab 1920 widmete er sich vor allem dem genossenschaftlichen Eigenheimbau. Zu diesem Zweck gründete er auch die Eigenheim-Siedlungen Kölner Vororte eGmbH. Teilweise in Zusammenarbeit mit dem Architekturbüro Herpers & Gassen baute er viele Eigenheime und Mehrfamilienhäuser am Brühler Platz, dem Markusplatz und der Markusstraße in Raderthal sowie an der Rösrather Straße in Ostheim.

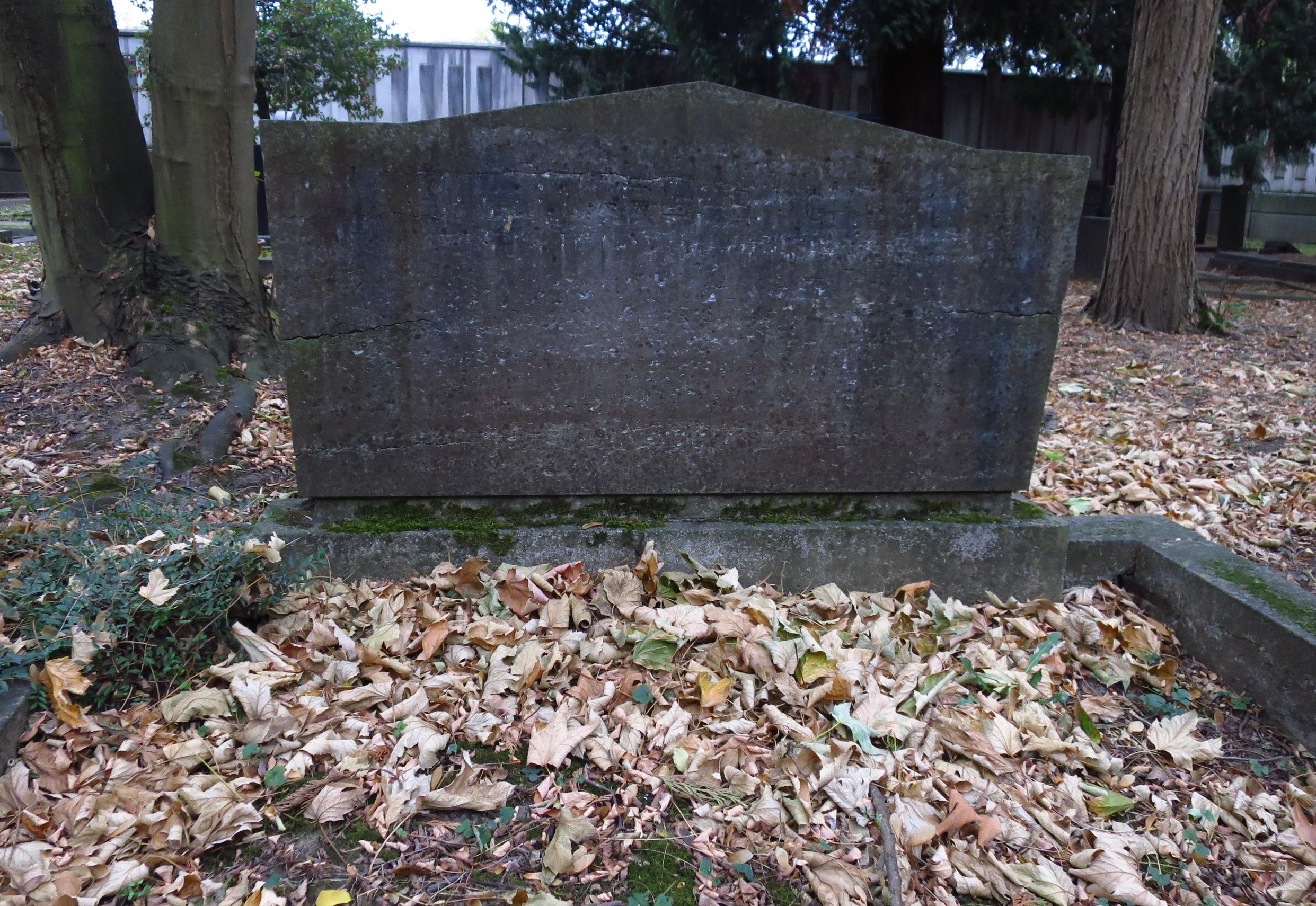
Grabstätte (Oktober 2018)

Karl Bing war seit 1886 mit Adele Bing geb. Rausnitz (1865–1942) verheiratet. Aus der Ehe gingen eine Tochter, Margarete Ida (1893–1942), und ein Sohn, der spätere Arzt und Politiker Hans Bing (1889–1939), hervor. Die Familie lebte zeitweise im Haus Kaiser-Wilhelm-Ring 34 in Köln und später im Haus Göbenstraße 3. Karl Bing starb 1930 im Alter von 72 Jahren. Zwei Jahre später zog Adele Bing nach Berlin zur Familie ihrer Tochter nach Berlin-Tempelhof in die Paradestraße 69. Von dort aus wurde sie am 3. Oktober 1942 nach Theresienstadt deportiert, ihre Tochter mit Ehemann am 19. Oktober 1942 nach Riga. Margarete Ida und Julius Berendt wurden nach der Ankunft in Riga am 22. Oktober 1942 sofort ermordet, Adele Bing kam kurz danach am 26. Oktober 1942 im KZ Theresienstadt zu Tode. Eine Enkelin, Ruth Berendt verh. Taylor, überlebte den Holocaust.
Karl Bings Grabstätte befindet sich auf dem von ihm entworfenen Jüdischen Friedhof in Köln-Bocklemünd (Flur 19 Nr. 48).

## Bauten
Es ist nicht genau dokumentiert, welche Bauten Bing für die Reichspost in Köln errichtete. Sicher ist, dass sowohl das Postamt in Sondershausen (Poststraße, heute Carl-Schroeder-Straße 11) als auch das in Ratibor auf Bings eigene Pläne zurückgehen; beide sind weitgehend erhalten. Ferner war Bing 1882 unter der Oberaufsicht des Baurats Wolff am Erweiterungsbau des Amtsgerichts samt Gefängnis in Nassau beteiligt. Bing beriet die Kölner Synagogengemeinde architektonisch. Er gehörte unter anderem 1903 der Jury im Architektenwettbewerb um den Bau des Israelitischen Asyls an der Ottostraße in Neuehrenfeld an, 1905 bis 1908 war er Mitglied der entsprechenden Baukommission. Die Zuweisung der Bauten aus seiner Zeit als Privatarchitekt ist schwierig.

## Auszeichnungen
Karl Bing wurde vor 1908 mit dem preußischen Roten Adlerorden IV. Klasse ausgezeichnet.